# 引江补汉工程
引江补汉工程是指将长江的水引入汉江，补充到湖北省境内的丹江口水库的水利工程，是南水北调中线工程的后续重大项目。工程实施后将把南水北调工程和三峡工程连接起来，进一步打通长江向北方的输水通道，增加中线一期工程北调水量，提高中线工程供水保证率，加快构建中国国家水网主骨架和大动脉。同时，还将向汉江中下游补水，对提高汉江流域水资源调配能力、改善汉江中下游水生态环境具有重要作用，建成后将有力支撑湖北区域经济的高质量发展。最初方案为从巴东县神农溪引取长江三峡库区的水，经多级提水、穿越巨型隧道流至汉江的支流堵河，汇入丹江口水库。

## 概况
该工程布局曾经研究了三种引水方案，分别是：一、从三峡水库提水至丹江口水库坝上的方案；二、自流引水至丹江口水库坝下汉江的方案；三、分别提水和自流至丹江口水库坝上和坝下的双线引水方案。综合技术、经济、水情等因素，引水方案最终确定为上述方案二，补充汉江中下游来水，同时，以水量置换增加中线北调水量。并从多条比选路线中选择了长达194.3千米的超长深埋输水隧洞——龙安1线作为工程引水路线。
引江补汉工程输水线路总长194.8公里，可行性研究批复静态总投资582.35亿元人民币，设计施工总工期9年。据测算，工程建成后，中线北调水量可由一期工程规划的多年平均95亿立方米增加至115.1亿立方米，同时，每年可向汉江补水6.1亿立方米，向工程输水沿线的湖北省宜昌市、荆门市、荆州市和襄阳市的14个县市区补水3亿立方米。该工程建设管理机构为中国南水北调集团，牵头设计单位为长江设计集团，输水总干线出口段的施工单位为中国水电五局、监理单位为黄河工程咨询有限公司。
2022年7月7日，引江补汉工程在湖北省十堰市丹江口市正式开工建设，起于宜昌市夷陵区，取水口在三峡大坝上游7.5公里处的龙潭溪，然后途径远安县、保康县、谷城县，出水口在丹江口大坝下游约5公里的的汉江右岸安乐河口。
引江补汉工程将创造六项中国水利工程之最：
1. 中国在建长度最长的有压引调水隧洞：全长194,311米[5]；
2. 中国在建洞径最大的长距离引调水隧洞：等效洞径10.2米；
3. 中国在建引流量最大的长距离有压引调水隧洞：最大引水流量212立方米/秒；
4. 中国在建一次性投入超大直径隧道掘进机施工最多的隧洞：9台TBM；
5. 中国在建单洞开挖工程量最大的引调水隧洞；
6. 中国在建综合难度最大的长距离引调水隧洞：最大埋深1,182米[2]。

2023年2月18日，引江补汉工程正式进入主体隧洞施工阶段。